# Дельфінове
Дельфі́нове — село в Благовіщенській громаді Голованівського району Кіровоградської області України. Населення становить 400 осіб.

## Географія
Селом тече річка Суха Деренюха.

## Населення
Згідно з переписом УРСР 1989 року чисельність наявного населення села становила 427 осіб, з яких 172 чоловіки та 255 жінок.
За переписом населення України 2001 року в селі мешкало 400 осіб.

### Мова
Розподіл населення за рідною мовою за даними перепису 2001 року:
| Мова       | Відсоток |
| ---------- | -------- |
| українська | 94,00 %  |
| молдовська | 5,00 %   |
| білоруська | 0,50 %   |
| російська  | 0,50 %   |